# خملیوفکا
خملیوفکا (به لاتین: Khmelyovka) یک منطقهٔ مسکونی در روسیه است که در استان آستراخان واقع شده‌است.